# Ciśnienie manometryczne
Ciśnienie manometryczne (pm) – wartość bezwzględna różnicy ciśnienia bezwzględnego (absolutnego, pa) i ciśnienia atmosferycznego (patm):
pm = |pa−patm|
Ciśnienie manometryczne ma zawsze wartość dodatnią. W przypadku ciśnienia bezwzględnego wyższego niż ciśnienie atmosferyczne, odpowiednie ciśnienie manometryczne określa się jako nadciśnienie i wyraża wzorem:
pm = pa−patm
Natomiast dla ciśnienia bezwzględnego niższego niż ciśnienie atmosferyczne, odpowiednie ciśnienie manometryczne określa się jako podciśnienie i wyraża wzorem:
pm = patm−pa
Pomiaru ciśnienia manometrycznego dokonuje się manometrem.